# 酒井彩等
酒井 彩等（さかい さら、1995年8月17日 - ）は、日本の女子バスケットボール選手である。ポジションはポイントガード。WKBLの清州KBスターズ所属。

## 来歴
愛知県出身。
桜花学園高校で高校三冠を達成。U16日本代表にも選ばれアジアカップ優勝。
卒業後はアイシン・エィ・ダブリュ ウィングス（当時）に加入。
2021年、キャプテンに就任。
2025年オフ、アイシンを退団。WKBLアジアクォータードラフトにて清州KBスターズに全体3位で指名される。

## 日本代表歴
- 2011年U16アジアカップ